# Димитър Маринов (полковник, р. 1860)
Вижте пояснителната страница за други личности с името Димитър Маринов.
Димитър Маринов Маринов е български офицер, полковник от пехотата, командир на 1-ва дружина от 3-ти пехотен бдински полк през Сръбско-българската война (1885) и командир на 1-ви пехотен софийски полк през Балканската (1912 – 1913) и Междусъюзническата война (1913).

## Биография
Димитър Маринов е роден на 3 май 1860 г. в Шумен. През 1880 г. завършва Военното на Негово Княжеско Височество училище и на 30 август е произведен в чин подпоручик. Служи в Шуменска №19 пеша дружина. На 30 август 1883 г. е произведен в чин поручик.
Взема участие в Сръбско-българската война (1885) като командир на 1-ва дружина от 3-ти пехотен бдински полк, която влиза в състава на Трънския отряд и с която участва в Боя при Трън (3 ноември), в Сливнишкото отбранително сражение (5 – 7 ноември) и в Пиротското сражение (14 – 15 ноември).
На 24 март 1886 е произведен в чин капитан, на 2 август 1890 в чин майор, на 2 август 1893 в чин подполковник и на 15 февруари 1900 в чин полковник. По време на военната си кариера служи в 4-ти пехотен плевенски полк, 14-и пехотен македонски полк и 15-и пехотен ломски полк.
Полковник Димитър Маринов взема участие в Балканската (1912 – 1913) и Междусъюзническата война (1913) като командир на 1-ви пехотен софийски полк. След края на войните на 28 юни 1913 г. е уволнен от служба. Умира през 1946 година.
Полковник Димитър Маринов е баща на полковник Борис Маринов (1895 – 1974) и на капитан Асен Маринов (1895 – 1923).

## Военни звания
- Подпоручик (30 август 1880)
- Поручик (30 август 1883)
- Капитан (24 март 1886)
- Майор (2 август 1890)
- Подполковник (2 август 1893)
- Полковник (15 февруари 1900)